# Huh Soon-young
Dans ce nom coréen, le nom de famille,  Huh , précède le nom personnel.
Huh Soon-young, née le 28 septembre 1975 à Jinju, est une handballeuse internationale sud-coréenne.
Avec l'équipe de Corée du Sud, elle participe aux Jeux olympiques de 1996, 2000, 2004 et 2008 où elle remporte respectivement deux médailles d'argent (1996 et 2004) et une de bronze (2008).
Lors de la saison 2008-2009, elle rejoint le club de Hypo Niederösterreich où elle joue aux côtés de sa compatriote Oh Seong-ok.

## Palmarès
- Jeux olympiques d'été
  -  aux Jeux olympiques de 1996 à Atlanta,  États-Unis
  - 4e aux Jeux olympiques de 2000 à Sydney,  Australie
  -  aux Jeux olympiques de 2004 à Athènes,  Grèce
  -  aux Jeux olympiques de 2008 à Pékin,  Chine